# Mario Camus

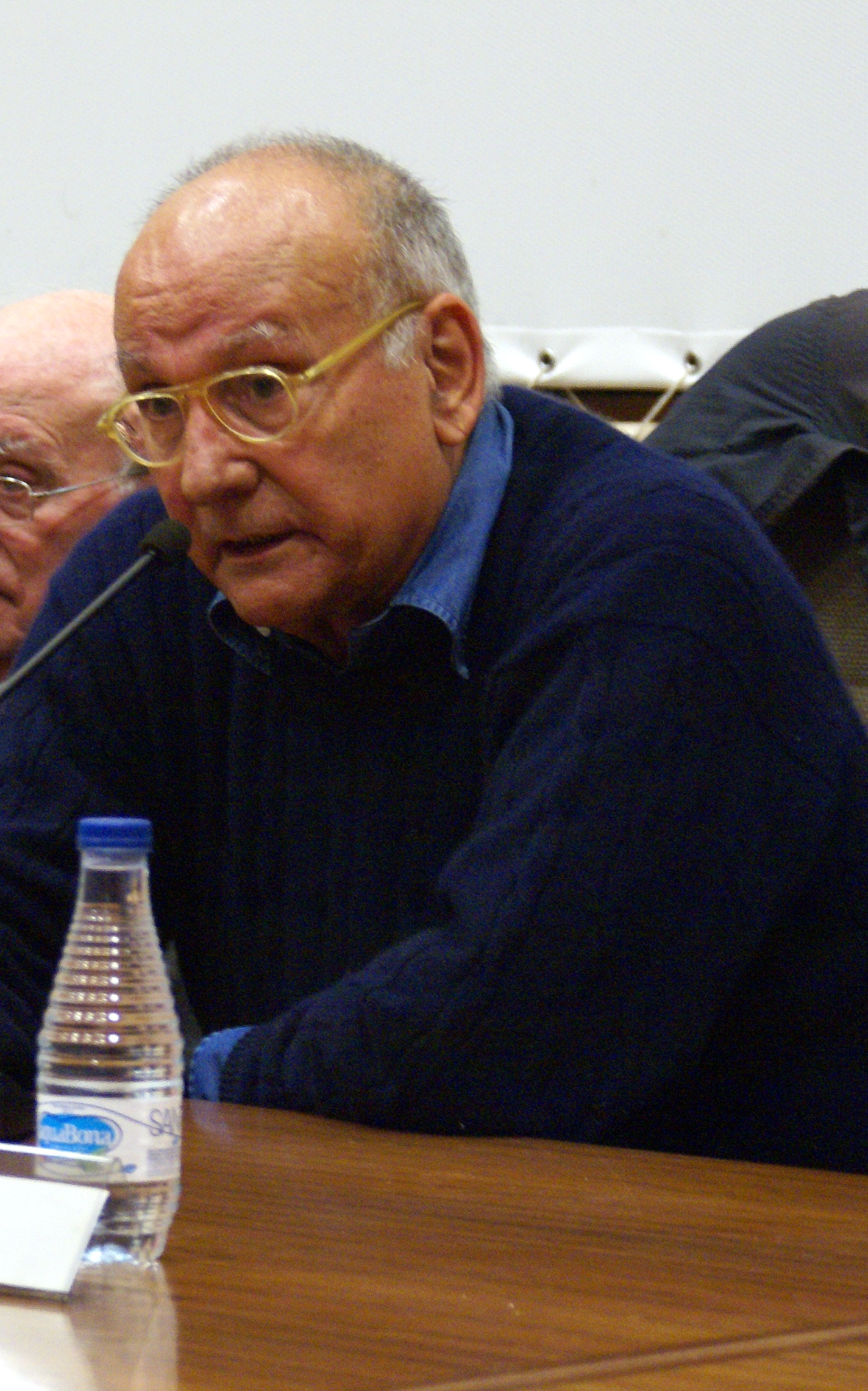
Mario Camus (2011).

Mario Camus (Santander, 20 aprile 1935 – Santander, 17 settembre 2021) è stato un regista e sceneggiatore spagnolo.

## Biografia
Studiò diritto e successivamente frequentò la Escuela Oficial de Cine. Camus appartiene alla generazione del Nuevo Cine Español, della quale fanno parte, tra gli altri, Carlos Saura, Basilio Martín Patino, José Luis Borau, Julio Diamante, Miguel Picazo e Manuel Summers.
È riconosciuta la sua abilità nell'adattamento cinematografico di testi letterari, come si può vedere dalle pellicole basate su opere di Calderón de la Barca e Lope de Vega (La leggenda dell'alcalde di Zalamea, 1972), Ignacio Aldecoa (Young Sánchez, 1964, Con el viento solano, 1967 e Los pájaros de Baden-Baden, 1975), Pérez Galdós (la serie televisiva Fortunata e Giacinta), Camilo José Cela (L'alveare, 1982), Miguel Delibes (I santi innocenti, 1984), García Lorca (La casa di Bernarda Alba, 1987).
Dedicatosi negli anni sessanta a un cinema più commerciale al servizio del cantante Raphael e di Sara Montiel e a opere di vario genere, come il film western La collera del vento (1970) o le storie di amore combattuto Grazie amore mio (1968) e Il mio primo uomo (1975), realizza le sue opere più personali negli anni novanta, con l'analisi del terrorismo dell'ETA presente in Sombras en una batalla (1993) e La playa de los galgos (2002) e con le pellicole contro il capitalismo Dopo il sogno (1992), Adosados (1996) e Il colore delle nuvole (1997). 
Ha scritto il libro di racconti Un fuego oculto (Madrid, 2003).

## Filmografia
- L'ubriaco (El borracho) - Cortometraggio (1962)
- La suerte (1963)
- Los farsantes - Cortometraggio (1963)
- Young Sánchez (1964)
- La visita que no tocó el timbre (1965)
- Muere una mujer (1965)
- Con el viento solano (1966)
- Cuando tú no estás (1966)
- Soledad (1967)
- Al ponerse el sol (1967)
- Cuentos y leyendas - Serie televisiva (1968)
- Grazie amore mio (Volver a vivir) (1968)
- Digan lo que digan (1968)
- Soledad, chi può condannarla? (Esa mujer) (1969)
- La collera del vento (La cólera del viento) (1970)
- Si las piedras hablaran - Serie televisiva (1972)
- La leggenda dell'alcalde di Zalamea (La leyenda del alcalde de Zalamea) (1973)
- Los pájaros de Baden-Baden (1975)
- Il mio primo uomo (La joven casada) (1975)
- Paisajes con figuras - Serie televisiva (1976)
- Curro Jiménez - Serie televisiva (1976)
- Los días del pasado (1978)
- Fortunata e Giacinta (Fortunata y Jacinta) - Serie televisiva (1980)
- L'alveare (La colmena) (1982)
- Los desastres de la guerra - Serie televisiva (1983)
- I santi innocenti (Los santos inocentes) (1984)
- La vecchia musica (La vieja música) (1985)
- La casa di Bernarda Alba (La casa de Bernarda Alba) (1987)
- La russa (La rusa) (1987)
- La forja de un rebelde - Serie televisiva (1990)
- La femme et le pantin - Film TV (1990)
- Dopo il sogno (Después del sueño) (1992)
- Sombras en una batalla (1993)
- Amor proprio (Amor propio) (1994)
- Adosados (1996)
- Il colore delle nuvole (El color de las nubes) (1997)
- La vuelta de el coyote (1998)
- La ciudad de los prodigios (1999)
- La playa de los galgos (2002)
- El prado de las estrellas (2007)